# Ola Svensson (Fußballspieler)
Mats Ola Svensson (* 6. April 1964) ist ein ehemaliger schwedischer Fußballspieler. Der Defensivspieler gewann mit IFK Göteborg den schwedischen Meistertitel und den Landespokal.

## Werdegang
Svensson entstammt der Jugend von Halmstads BK. Im Herbst 1982 rückte er in den Erstliga-Kader des Klubs auf und debütierte unter Trainer Jan Mak in der Allsvenskan. In den folgenden Jahren war er hauptsächlich Ergänzungsspieler und kam nur unregelmäßig zum Einsatz. Erst unter Trainer Stefan Lundin erhielt er in der Spielzeit 1985 zeitweise einen Stammplatz als Innenverteidiger, wurde aber im Saisonverlauf und auch der folgenden Spielzeit von verschiedenen Verletzungen gebremst. Unter Kenneth Rosén rückte er ins defensive Mittelfeld, der Klub stieg jedoch am Ende der Spielzeit 1987 in die zweite Liga ab.
Svensson blieb jedoch in der Allsvenskan und schloss sich IFK Göteborg an. Hier war er auf Anhieb Stammspieler und gehörte im Sommer 1988 neben Spielern wie Martin Dahlin, Anders Limpar, Jan Hellström und Jonas Thern zum Kader der schwedischen Auswahlmannschaft für die Olympischen Sommerspiele in Seoul. Dort schied die Mannschaft nach dem Gruppensieg vor der bundesdeutschen Olympiaauswahl im Viertelfinale gegen den späteren Halbfinalisten Italien nach Verlängerung aus, dabei blieb er unter Auswahltrainer Benny Lennartsson ohne Spieleinsatz.
Zwei Jahre später gewann Svensson seinen ersten nationalen Titel, als er mit der Mannschaft um Kaj Eskelinen, Thomas Ravelli, Kennet Andersson und Stefan Rehn am Ende der Spielzeit 1990 in den Finalspiele gegen IFK Norrköping den Meistertitel gewann. Mittlerweile zum Mannschaftskapitän ernannt, führte er die Mannschaft in der folgenden Spielzeit zur Titelverteidigung. Beim Gewinn des schwedischen Pokals im Sommer 1992 wirkte er noch ebenso als Stammspieler mit wie in der erfolgreichen Qualifikation sowie in der Gruppenphase in der UEFA Champions League 1992/93, als der Klub hinter dem mit sechs Siegen dominierenden AC Mailand das Finalspiel als Gruppenzweiter verpasste. Anschließend rückte er jedoch auch verletzungsbedingt ins zweite Glied und gehörte bei den Meisterschaftsgewinnen des IFK Göteborg am Ende der Spielzeiten 1993 und 1994 nicht mehr zu den ausgezeichneten 13 Spielern mit den meisten Spieleinsätzen.